# Amphoe Nong Muang Khai
Amphoe Nong Muang Khai (thailändisch อำเภอ หนองม่วงไข่, Aussprache: ʔāmpʰɤ̄ː nɔ̌ːŋ mûaŋ kʰàj) ist ein Landkreis (Amphoe – Verwaltungs-Distrikt) in der Provinz Phrae in der Nordregion von Thailand.

## Geographie
Benachbarte Distrikte (von Norden im Uhrzeigersinn): die Amphoe Song, Rong Kwang, Mueang Phrae und Long. Alle Amphoe gehören zur Provinz Phrae.
Die wichtigsten Wasser-Ressourcen des Landkreises sind der Mae Nam Yom (Yom-Fluss).
Nong Muang Khai ist das größte zusammenhängende Reisanbaugebiet Thailands. Der Reis wird hier jahreszeitlos angebaut, das bedeutet, dass auf einigen Feldern geerntet wird, während andere gerade brach liegen und wiederum andere mit den Reisschösslingen bepflanzt werden. Die Bewässerung der Reisfelder erfolgt durch den Maenam Yom, der die Provinz Phrae durchfließt. 
Ein Teil des Wassers des Maenam Yom wird mit einem ausgeklügelten Pumpsystem in die Reisfelder ein- und durch Öffnen von einfachen Holzschleusen wieder abgeleitet. Im Gegensatz zu vielen anderen Reisfeldern – zum Beispiel im Süden Thailands – steht hierbei die Reispflanze nicht in stehendem Wasser, sondern wird hierbei vielmehr mit stetig frischem Wasser versorgt, was zum einen zu einer hervorragenden Erntequalität beiträgt und zum anderen die Verbreitung von Brutstätten der Stechmücken, auch der Malaria-Mücke unterbindet, da diese für die Laichbrut stehendes Wasser bevorzugen.

## Geschichte
Nong Muang Khai wurde am 1. April 1990 zunächst als Unterbezirk (King Amphoe) eingerichtet, indem die Tambon Mae Kham Mi und Nong Muang Khai des Amphoe Rong Kwang sowie Wangluang und Nam Rat des Amphoe Song zusammengelegt wurden. Am 7. September 1990 erhielt er den vollen Amphoe-Status.

## Sehenswürdigkeiten
Nong Muang Khai liegt fern touristisch erschlossener Orte, ist jedoch ein guter Ausgangspunkt für mehrtägige Ausflugsfahrten in den hohen Norden Thailands, zum Beispiel in Richtung Chiang Mai und dem „Goldenen Dreieck“: Laos, Myanmar, Thailand.

## Verwaltung

### Provinzverwaltung
Das Amphoe Nong Muang Khai ist in sechs Gemeinden (Tambon) eingeteilt, welche weiterhin in 31 Dörfer (Muban) unterteilt sind.
| No. | Name            | Thai      | Muban | Einw. |
| --- | --------------- | --------- | ----- | ----- |
| 1.  | Mae Kham Mi     | แม่คำมี     | 4     | 2.163 |
| 2.  | Nong Muang Khai | หนองม่วงไข่ | 8     | 4.637 |
| 3.  | Nam Rat         | น้ำรัด      | 5     | 3.432 |
| 4.  | Wang Luang      | วังหลวง    | 5     | 2.515 |
| 5.  | Tamnak Tham     | ตำหนักธรรม | 5     | 3.355 |
| 6.  | Thung Khaeo     | ทุ่งแค้ว     | 4     | 2.189 |

### Lokalverwaltung
Die Kleinstadt (Thesaban Tambon) Nong Muang Khai (Thai: เทศบาลตำบลหนองม่วงไข่) umfasst den größten Teil des Tambon Nong Muang Khai.
Außerdem gibt es fünf „Tambon Administrative Organizations“ (TAO, องค์การบริหารส่วนตำบล – Verwaltungs-Organisationen) für die Tambon im Landkreis, die zu keiner Stadt gehören.